# Avstrijska akademija znanosti
Avstrijska akademija znanosti (nemško Österreichische Akademie der Wissenschaften, kratica ÖAW) je pravna entiteta pod posebnim varstvom Zvezne republike Avstrije. V skladu z njenimi statuti je njena naloga promocija znanosti in humanističnih ved v vseh pogledih in na vsakem področju, še posebej pri temeljnem raziskovanju. V letu 2009 se je Akademija znanosti uvrstila na 82. mesto od 300 vrhunskih raziskovalnih ustanov po pregledu Webometrics Ranking of World Research Centers.